# Perissomma fuscum
Perissomma fuscum är en tvåvingeart som beskrevs av Donald Henry Colless 1962. Perissomma fuscum ingår i släktet Perissomma och familjen Perissommatidae. Inga underarter finns listade i Catalogue of Life.